# Arcul lui Constantin
Arcul lui Constantin este un arc de triumf din Roma, situat între Colosseum și Colina Palatină, precum și în apropiere de Forul Roman, ultimul monument de mari dimensiuni al Romei imperiale. Arcul e menit să îl reprezinte pe împăratul Constantin ca pe un continuator al celor mai mari împărați romani, renumiți pentru guvernarea înțeleaptă. A fost construit la Senatul Roman în anul 315 d.Hr. pentru a comemora victoria lui Constantin cel Mare asupra lui Maxentius, împărat al Romei între anii 306-312, în Bătălia de la Podul Milvian (312 d.Hr.).
Deși dedicat lui Constantin, o mare parte din materialul decorativ evocă realizările militare ale împăraților Traian (98-117), Hadrian (117-138) și Marcus Aurelius (161-180). Această se explică prin faptul că structura, în ansamblul său, a fost construită cu materiale aduse de la alte monumente antice, inclusiv secțiuni întregi ale arcului, fiind folosite pietre de construcție și sculpturi decorative, reutilizând mai multe reliefuri majore din monumentele imperiale din secolul al II-lea.
Arcul are o înălțime de 21 m, o lățime de 25,9 m și o adâncime de 7,4 m. Are trei arcuri, cel central este de 11,5 m înălțime și 6,5 m lățime, iar arcadele laterale sunt cu înălțime de 7,4 m și lățime de 3,4 m fiecare. Secțiunea superioară este reprezentată de o mansardă secționată, la rândul ei, în trei registre, fiecare dintre acestea corespunzând câte unui arc. Deasupra arcului central se află o inscripție (pe ambele părți ale monumentului) ce onorează victoria lui Constantin cel Mare asupra păgânismului și glorifică contribuția sa la bunăstarea imperiului și la ascensiunea creștinismului. Aceste inscripții sunt, în prezent, dificil de citit, întrucât reprezintă mai curând o urmă a fostelor decorațiuni. Designul general, cu o parte principală structurat de coloane detașate și inscripția principală de mai sus, este modelat după exemplul Arcului lui Septimius Severus pe Forumul Roman.

## Istorie
Arcul, care a fost construit între anii 312 și 315 d.Hr., a fost dedicat de către Senat pentru a comemora zece ani (decennalia ) domniei lui Constantin cel Mare (306-337) și victoria sa asupra rivalului său Maxentius (306-312) în Bătălia de la Podul Milvian la 28 octombrie 312, așa cum este descrisă pe inscripția sa de la mansardă și deschisă oficial la 25 iulie 315. Senatul roman pe lângă ridicarea Arcului în cinstea victoriei lui Constantin, și celebrării deceniului de domnie, a organizat o serie de Jocuri care se întâmplă în fiecare deceniu pentru romani. 
În timpul Evului Mediu, Arcul lui Constantin a fost încorporat într-una dintre fortărețele familiale ale Romei antice. Lucrările de restaurare au fost realizate pentru prima dată în secolul al XVIII-lea, ultimele săpături au avut loc la sfârșitul anilor 1990, chiar înainte de Marele Jubileu al anului 2000. Arcul a servit ca linie de sosire a evenimentului atletic de maraton pentru Jocurile Olimpice de vară din 1960.

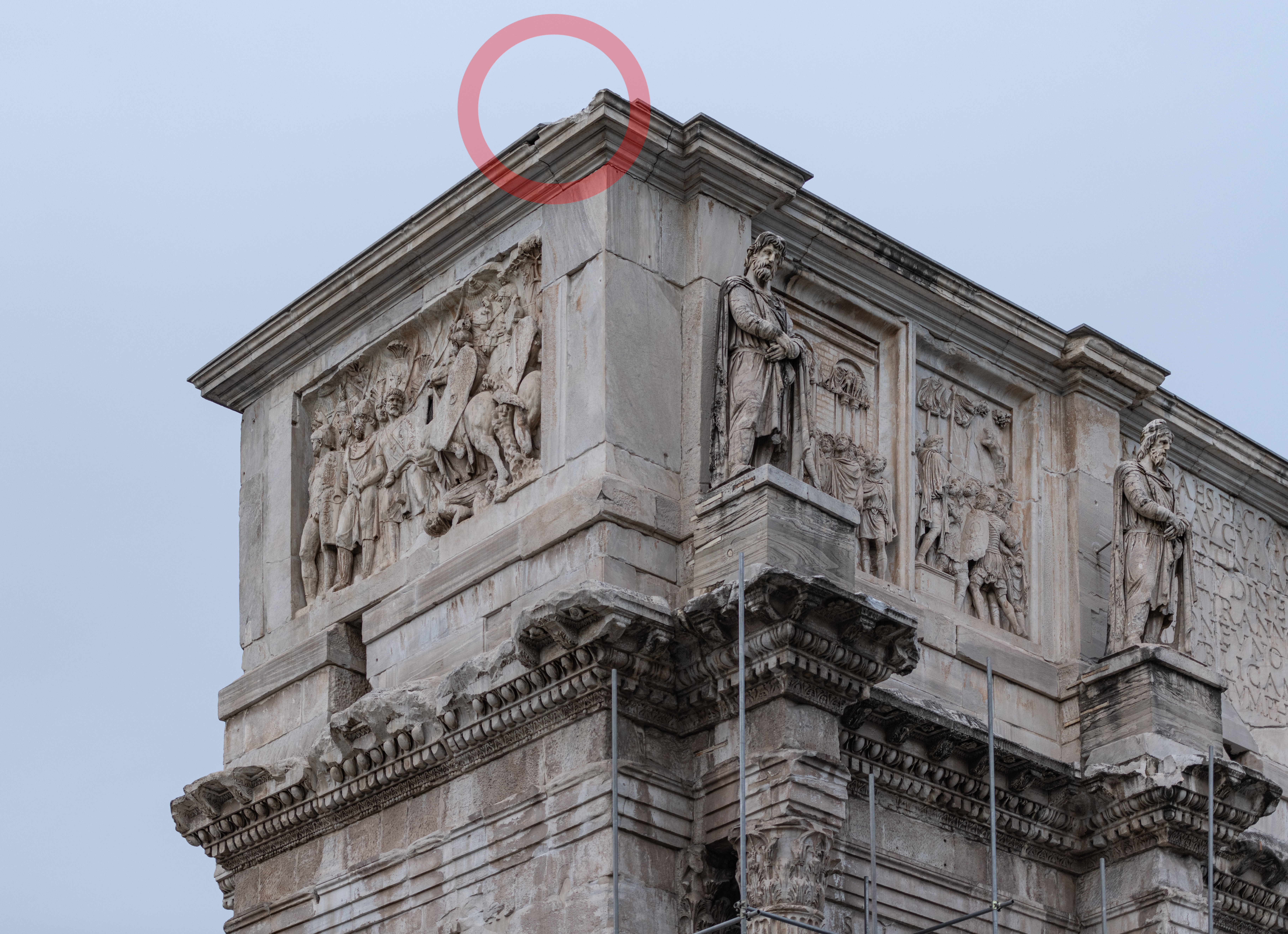
Cornișa arcului după furtuna din 3 septembrie.

Pe 3 septembrie 2024, în timpul unei furtuni, arcul a fost lovit de fulger, desprinzându-se câteva fragmente ale muchiei superioare a cornișei. Acestea au fost ulterior adunate pentru a fi folosite la restaurarea monumentului.

### Controverse
Au existat multe controverse cu privire la originea arcului. Unii cercetători susțin că nu ar trebui să fie numit Arcul lui Constantin, ci este de fapt o lucrare anterioară din vremea lui Hadrian, refăcută în timpul domniei lui Constantin cel Mare, cel puțin partea inferioară. O altă teorie susține că a fost ridicat, sau cel puțin   Materiale media legate de Arcul lui Constantin la Wikimedia Commonsînceput, de Maxentius, iar un învățat credea că era încă din vremea lui Domitian (81-96)

### Simbolism
Indiferent de defectele lui Maxentius, reputația sa de la Roma a fost influențată de contribuțiile sale în construcția clădirelor publice. Până la venirea lui în 306, Roma devenea din ce în ce mai irelevant punct pentru guvernare. Majoritatea împăraților alegeau să trăiască în altă parte și se concentrau asupra apărării granițelor fragile, unde în mod frecvent înființau noi orașe. Acest factor a contribuit la capacitatea sa de a profita de putere. Maxentius s-a concentrat asupra restaurării capitalei, epitetul său fiind un conservator al orașului său.  Multe controverse au înconjurat patronajul lucrărilor publice din această perioadă. Filosoful german Walter Benjamin a observat că istoria este văzută prin ochii victoriosului (Über den Begriff der Geschichte VII, 1940), iar Constantin cel Mare și biografii săi nu au făcut excepție. El a hotărât să șteargă în mod sistematic memoria lui Maxentius. În consecință, există o incertitudine considerabilă privind patronajul clădirilor publice de la începutul secolului al IV-lea, inclusiv Arcul lui Constantin, care ar fi putut fi inițial un Arc al lui Maxentius.

## Decor
Arcul este decorat puternic cu părți ale monumentelor vechi, care își asumă un nou înțeles în contextul clădirii Constantiniană. Cu ocazia celebrării victoriei lui Constantin, noile frize "istorice" care ilustrează campania sa în Italia, exprimă înțelesul central: lauda împăratului, atât în luptă, cât și în îndatoririle sale civile. Celelalte imagini susțin acest scop: decorarea luată din "vremurile de aur" ale Imperiului sub împărații secolului al II-lea ale căror reliefuri au fost reutilizate de Constantin și poziționate lângă acești "împărați buni".
O altă explicație dată pentru reutilizare este perioada scurtă dintre începerea construcției (la sfârșitul anului 312 cel mai devreme) și dedicarea (vara 315), astfel încât arhitecții au folosit opere de artă existente pentru a compensa lipsa de timp pentru a crea o nouă artă. S-ar putea ca atât de multe părți vechi să fie folosite, deoarece constructorii înșiși nu au simțit că artiștii din timpul lor ar putea să facă mai bine decât ceea ce fuseseră deja făcut. Un alt motiv posibil, a fost adesea sugerat că romanii din secolul al IV-lea nu aveau cu adevărat talentul artistic pentru a produce o lucrare de artă acceptabilă și erau conștienți de ea și, prin urmare, au jefuit clădirile antice pentru a-și împodobi monumentele contemporane. Această interpretare a devenit mai puțin proeminentă în perioadele mai recente, deoarece arta antichității târzii a fost apreciată în sine. Este posibil ca o combinație a acestor explicații să fie corectă.

### Mansardă
Monumentul este structurat pe 3 arce, dintre care cel central este cel mai înalt și cel mai lat deopotrivă. Secțiunea superioară este reprezentată de o mansardă secționată, la rândul ei, în trei registre, fiecare dintre acestea corespunzând câte unui arc. Deasupra arcului central se află inscripția (pe ambele părți ale monumentului) onorând victoria lui Constantin asupra păgânismului și glorificând contribuția sa la bunăstarea imperiului și la ascensiunea creștinismului. Aceste inscripții sunt, în prezent, dificil de citit, întrucât reprezintă mai curând o urmă a fostelor decorațiuni.
Secțiunea centrală a mansardei este flancată de basoreliefuri și statui de daci evocând realizările militare ale împăraților Marcus Aurelius și Traian. De fapt, doar o mică parte din patrimoniul decorativ al arcului de triumf face aluzie la simbolismul creștin, cele mai multe ornamente arhitecturale, evocând realizările militare ale foștilor împărați din Dinastia Antoninilor. Această situație este explicată prin faptul că structura, în ansamblul său, a fost construită cu materiale aduse de la alte monumente antice, inclusiv secțiuni întregi ale arcului.
În partea de nord, de la stânga la dreapta, panourile ilustrează întoarcerea împăratului la Roma după campanie (adventus). În partea de sud, de la stânga la dreapta, sunt reprezentați un conducător inamic captiv în fața împăratului. Împreună cu trei panouri aflate în prezent în Muzeul Capitolinei, reliefurile au fost luate, probabil, dintr-un monument triumfal, comemorând războiul lui Marcus Aurelius împotriva Marcomanilor și Sarmațienilor din 169-175.

### Secțiunea principală
Structura generală a fațadei principale este identică pe ambele laturi ale arcului, constă din patru coloane pe bază, împarte structura într-un arc central și două arcuri laterale, acestea din urmă fiind suprapuse de două reliefuri rotunde peste o friză orizontală. Cele patru coloane sunt din ordinul corintic din marmură galbenă Numidian (giallo antico), dintre care o coloană a fost transferat în Bazilica Sfântul Ioan din Lateran și înlocuită cu o coloană de marmură albă.
|                                                  |
| Reliefuri rotunde deasupra arcului lateral drept |

|                                          |
| Plinte ale coloanelor din partea de nord |

|                   |
| Detalii de plinte |

|        |
| Plinte |

#### Friza Constantiniană
Friza orizontală sub relieful rotund reprezintă elemente principale ale perioadei lui Constantin, prezentă jurul monumentului, ca o fâșie deasupra fiecărui arc lateral și pe laturile de vest și de est ale arcului. Sunt ilustrate scene din campania italiană a lui Constantin împotriva lui Maxentius.Friza începe în partea de vest cu Plecarea (din  lat.  Profectio ) din Milano. Pe partea de sud, este ilustrat Asediu (din  lat.  Obsidio ) Veronei, un eveniment care a avut o mare importanță pentru războiul din nordul Italiei. În partea dreaptă (la sud-est) este descrisă  Bătălia (din lat.  Proelium ) de la Podul Milvius, unde Constantin obține victorie, fiind ilustrat înnecul lui Maxentius în râul Tibru. Pe partea de est se vede intrarea (din lat.  Ingressus ) lui Constantin și armata în Roma. Se pare că autorul a evitat să folosească imagini ale triumfului.  Constantin, probabil, nu dorea să fie arătat triumfător asupra Orașului Etern. Pe partea din nord, orientatată spre oraș, se află două fâșii cu acțiunile împăratului, după ce a devenit stăpân al Romei. În stânga (nord-est), Constantin se adresează (din lat.  Oratio ) cetățenilor de pe Forumul roman, iar la dreapta (nord-vest) este panoul final cu ilustrarea lui Constantin distribuind bani poporului (generozitate, din lat.  Liberalitas ).
|           |
| Profectio |

|         |
| Obsidio |

|          |
| Proelium |

|           |
| Ingressus |

|        |
| Oratio |

|             |
| Liberalitas |

### Interiorul arcadelor
În interilorul arcului central, pe fiecare zid există sunt panouri mari cu secvențe din războaile purtate de Traian împotriva dacilor. În interiorul arcadei laterale sunt opt busturi portrete, câte două pe fiecare perete. Acestea de-a lungul timpului au fost distruse încât nu mai este posibilă identificarea acestora.

## Inscripții
Inscripția principală de pe mansardă ar fi fost inițial scrisă cu litere din bronz. Poate fi citită cu ușurință (cu abrevieri completate în paranteze):
IMP(eratori) · CAES(ari) · FL(avio) · CONSTANTINO · MAXIMO · P(io) · F(elici) · AVGUSTO · S(enatus) · P(opulus) · Q(ue) · R(omanus) · QVOD · INSTINCTV · DIVINITATIS · MENTIS · MAGNITVDINE · CVM · EXERCITV · SVO · TAM · DE · TYRANNO · QVAM · DE · OMNI · EIVS · FACTIONE · VNO · TEMPORE · IVSTIS · REMPVBLICAM · VLTVS · EST · ARMIS · ARCVM · TRIVMPHIS · INSIGNEM · DICAVIT
Împăratului Cezar Flavius Constantin, cel mare, virtuos și binecuvântat Augustus: pentru că el, inspirat de divinitate și de măreția minții sale, a eliberat statul de la tiran și de la toți urmașii în același timp, cu forța armată... Senatul și oamenii din Roma au dedicat acest arc, decorat cu triumfuri 

### Cărți
- Bonamente, Giorgio (ed.) 1992. Costantino il Grande dall'Antichità all'Umanesimo; Atti del 2. colloquio sul Cristianesimo nel mondo antico, Università di Macerata, 18-20 dicembre 1990
- Ewald, Björn C.; Noreña, Carlos F., ed. (2010). The emperor and Rome : space, representation, and ritual. Cambridge: Cambridge University Press. ISBN 9780521519533.
- Frothingham, Arthur Lincoln (2012). Who Built the Arch of Constantine?: Its History from Domitian to Constantine. CreateSpace Independent Publishing Platform. ISBN 9781477633144. Accesat în 29 octombrie 2015.
- Lanciani, Rodolfo Amedeo (1892). Pagan and Christian Rome. Boston: Houghton, Mifflin. Accesat în 25 octombrie 2015.
- Lenski, Noel, ed. (2012) [2006]. The Cambridge companion to the Age of Constantine (ed. Revised). Cambridge: Cambridge University Press. ISBN 9781107013407. Accesat în 26 octombrie 2015.
- L'Orange, Hans Peter; Gerkan, Armin von (1939). Der spätantike Bildschmuck des Konstantinsbogens. Berlin: de Gruyter. ISBN 9783110022490. Accesat în 26 octombrie 2015.
- Middleton, John Henry (1892). The remains of ancient Rome. London: Adam and Charles Black. Accesat în 25 octombrie 2015.
- Richardson, Lawrence (1992). A New Topographical Dictionary of Ancient Rome. Baltimore: Johns Hopkins University Press. ISBN 9780801843006. Accesat în 28 octombrie 2015.
- Ryberg, Inez Scott (1967). Panel Reliefs of Marcus Aurelius (Monographs on archaeology and the fine arts, 14. ASIN: B0006BQ1JW). NY: Archaeological Institute of America. Accesat în 25 octombrie 2015.
  - Contents
- Varner, Eric R. (2004). Monumenta Graeca et Romana. damnatio memoriae and Roman imperial portraiture. Leiden: Brill. ISBN 90-04-13577-4.
- Weitzmann, Kurt, ed. (1979). Age of spirituality : late antique and early Christian art, third to seventh century : catalogue of the exhibition at the Metropolitan museum of art, 19 noiembrie 1977, through 12 februarie 1978. New York: Metropolitan Museum of Art. ISBN 9780870991790. Accesat în 26 octombrie 2015.

### Articole și capitole
- Bieber, Margarete (1911). „Die Medaillons am Konstantinsbogen”. Mitteilungen des Kaiserlich Deutschen Archaeologischen Instituts, Roemische Abtheilung (în german): 214–237. Accesat în 26 octombrie 2015.
- Jones, H. Stuart (1906). „Notes on Roman historical sculptures: II The Relief-Medallions of the Arch of Constantine”. Papers of the British School at Rome. 3: 229–251. Accesat în 26 octombrie 2015.
- Jones, Mark Wilson (martie 2000). „Genesis and Mimesis: The Design of the Arch of Constantine in Rome”. The Journal of the Society of Architectural Historians. 59 (1): 50–77. doi:10.2307/991562.
- Koeppel, Gerhard (1986). „Die historischen Reliefs der römischen Kaiserzeit IV: Stadtrömische Denkmäler unbekannter Bauzugehörigkeit aus hadrianischer bis konstantinischer Zeit”. Bonner Jahrbücher. 186: 1–90.
- Marlowe, Elizabeth (iunie 2006). „Framing the Sun: The Arch of Constantine and the Roman Cityscape”. The Art Bulletin. 88 (2): 223–242. doi:10.1080/00043079.2006.10786288. JSTOR 25067243. (Full text available on line Arhivat în 24 ianuarie 2014, la Wayback Machine.)
- Marlowe, Elizabeth (2010). Liberator Urbis Suae: Constantine and the Ghost of Maxentius. in Ewald & Noreña (2010, pp. 199–219)
- Patrizio Pensabene (1992). Il reimpiego nell'età costantiniana a Roma, in Bonamente, Giorgio 1992 Pt. 2 p. 749-768

## Legături externe
- 1960 Summer Olympics official report. Volume 1. p. 80.
- 1960 Summer Olympics official report. Volume 2, Part 1. p. 118.
- The Arch of Constantine, a detailed article "for scholars and enthusiasts"
- Inscriptions illustrated and discussed
- Google Maps satellite image
- Guided tour of the Arch of Constantine on Roma Interactive
- High-resolution 360° Panoramas and Images of Arch of Constantine | Art Atlas